# Mette Vestergaard Larsen
Pour les articles homonymes, voir Vestergaard.
Mette Vestergaard Brandt, née Mette Vestergaard Larsen le 27 novembre 1975 à Tåstrup, est une ancienne handballeuse internationale danoise qui évolue au poste d'arrière droite.
Avec l'équipe du Danemark, elle participe notamment aux jeux olympiques de 2000 et 2004, où elle remporte deux médailles d'or.
Elle est également sacrée championne d'Europe en 1996 et 2002.

## Carrière
Vestergaard d'abord joué à Rødovre et avant de rejoindre Frederiksberg IF, club de première division du championnat du Danemark. Après 2002, Vestergaard porte les couleurs du FCK Håndbold, qui prend la suite du Frederiksberg IF,. En 2006, la joueuse met fin à sa carrière professionnelle et mais continue à jouer pour le club amateur de Lyngby HK. Le club rejoint cependant le haut niveau en 2009, en étant promu en deuxième division danoise. En 2011, elle est à la fois joueuse et entraîneur adjoint du club de Lyngby avant de quitter le club et mettre un terme à sa carrière à la fin de la saison 2012/2013.
Vestergaard débute en équipe nationale danoise le 25 février 1995. Avec le Danemark, elle remporte la médaille d'or aux Jeux olympiques de 2000 et 2004 et aux Championnats d'Europe de 1996 et 2002,. Elle met un terme à sa carrière internationale après les Jeux olympiques de 2004, après 158 matches internationaux.

## Palmarès

### En sélection
Jeux olympiques d'été
- médaille d'or aux Jeux olympiques de 2000 à Sydney
- médaille d'or aux Jeux olympiques de 2004 à Athènes

championnats d'Europe
- vainqueur du championnat d'Europe 1996
- finaliste du championnat d'Europe 1998
- vainqueur du championnat d'Europe 2002

championnats du monde
- 4e place au championnat du monde 2001

### Distinctions individuelles
- élue meilleure arrière droite du championnat du monde 2001
- meilleure marqueuse du championnat du Danemark en 2001[2]